# Danville (Kansas)
Danville és una població dels Estats Units a l'estat de Kansas. Segons el cens del 2000 tenia 59 habitants.

## Demografia
Segons el cens del 2000, Danville tenia 59 habitants, 26 habitatges, i 17 famílies. La densitat de població era de 253,1 habitants per km².
Dels 26 habitatges en un 23,1% hi vivien nens de menys de 18 anys, en un 53,8% hi vivien parelles casades, en un 7,7% dones solteres, i en un 30,8% no eren unitats familiars. En el 23,1% dels habitatges hi vivien persones soles el 3,8% de les quals corresponia a persones de 65 anys o més que vivien soles. El nombre mitjà de persones vivint en cada habitatge era de 2,27 i el nombre mitjà de persones que vivien en cada família era de 2,67.
Per edats la població es repartia de la següent manera: un 20,3% tenia menys de 18 anys, un 20,3% entre 18 i 24, un 18,6% entre 25 i 44, un 22% de 45 a 60 i un 18,6% 65 anys o més.
L'edat mediana era de 36 anys. Per cada 100 dones de 18 o més anys hi havia 135 homes.
La renda mediana per habitatge era de 20.313 $ i la renda mediana per família de 19.583 $. Els homes tenien una renda mediana de 35.625 $ mentre que les dones 0 $. La renda per capita de la població era de 10.743 $. Entorn del 13,3% de les famílies i el 12,2% de la població estaven per davall del llindar de pobresa.

## Poblacions més properes
El següent diagrama mostra les poblacions més properes.